# Hetou (sockenhuvudort i Kina, Shanxi Sheng, lat 39,74, long 113,27)
Hetou är en sockenhuvudort i Kina. Den ligger i provinsen Shanxi, i den norra delen av landet, omkring 220 kilometer norr om provinshuvudstaden Taiyuan. Antalet invånare är 8 682. Befolkningen består av 4 272 kvinnor och 4 410 män. Barn under 15 år utgör 14,0 %, vuxna 15-64 år 69 %, och äldre över 65 år 15,0 %.
Runt Hetou är det ganska tätbefolkat, med 172 invånare per kvadratkilometer. Närmaste större samhälle är Qingshuihe, 14,3 km väster om Hetou. Trakten runt Hetou består i huvudsak av gräsmarker.
Genomsnittlig årsnederbörd är 695 millimeter. Den regnigaste månaden är juli, med i genomsnitt 172 mm nederbörd, och den torraste är januari, med 4 mm nederbörd.